# Creocele
Creocele is een monotypisch geslacht van straalvinnige vissen uit de familie van schildvissen (Gobiesocidae).

## Soort
- Creocele cardinalis (Ramsay, 1883)